# Андерссон, Лина
Лина Андерссон (швед. Lina Andersson) (род. 18 марта 1981 года) — известная шведская лыжница, олимпийская чемпионка 2006, трёхкратный призёр чемпионатов мира.

## Спортивная карьера
Высшим достижением Лины Андерссон является победа на Олимпиаде 2006 года в Турине в командном спринте вместе с Анной Дальберг, индивидуальном спринте она заняла 11 место. Лина Андерссон являлась также членом сборной команды Швеции на Олимпийских играх 2002 в Солт-Лейк-Сити.
На чемпионатах мира Лина Андерссон дважды становилась вице-чемпионом: в 2005 году в индивидуальном спринте и 2009 году в командном спринте. В 2009 году в Либереце Лина также стала бронзовым призёром в эстафете 4×5 км.
На этапах Кубка мира в активе Лины Андерссон 2 победы в индивидуальных спринтерских гонках и одна в составе эстафеты.